# Parigi-Roubaix 1992
La Parigi-Roubaix 1992, novantesima edizione della corsa e valida come terzo evento della Coppa del mondo di ciclismo su strada 1992, fu disputata il 12 aprile 1992, per un percorso totale di 267,5 km. Fu vinta dal francese Gilbert Duclos-Lassalle, giunto al traguardo con il tempo di 6h26'56" alla media di 41,48 km/h.
Presero il via da Compiègne 151 ciclisti, 84 di essi portarono a termine la gara.

## Ordine d'arrivo (Top 10)
| Pos. | Corridore               | Squadra     | Tempo    |
| ---- | ----------------------- | ----------- | -------- |
| 1    | Gilbert Duclos-Lassalle | Z           | 6h26'56" |
| 2    | Olaf Ludwig             | Panasonic   | a 34"    |
| 3    | Johan Capiot            | TVM-Sanyo   | a 1'22"  |
| 4    | Peter Pieters           | Tulip Comp. | s.t.     |
| 5    | Jean-Claude Colotti     | Z           | s.t.     |
| 6    | Étienne De Wilde        | Telekom     | s.t.     |
| 7    | Johan Museeuw           | Lotto-Mavic | s.t.     |
| 8    | Nico Verhoeven          | PDM-Ultima  | s.t.     |
| 9    | Greg LeMond             | Z           | s.t.     |
| 10   | Hendrik Redant          | Lotto-Mavic | s.t.     |